# Tricimba multiseta
Tricimba multiseta är en tvåvingeart som beskrevs av Ismay 1993. Tricimba multiseta ingår i släktet Tricimba och familjen fritflugor. Inga underarter finns listade i Catalogue of Life.